# Danskefilm.dk
Danskefilm.dk er en online filmdatabase med information om danske film og skuespillere.
Domænenavnet blev købt i januar 1999. I dag er hjemmesiden blevet udvidet med tv-serier, stumfilm, tegnefilm, julekalender og revy. Siden har også afstemninger.